# TNA Women's Knockout Championship
TNA Women's Knockout Championship er en VM-titel for kvinder inden for wrestling i Total Nonstop Action Wrestling (TNA). Der bliver kæmpet om titlen blandt TNA's kvindelige wrestlere. Titlen har eksisteret siden d. 14. oktober 2007, hvor den fik sin debut på TNA's Bound for Glory under navnet TNA Women's World Championship. Titlen er desuden den ældste aktive VM-titel for kvinder, efter World Wrestling Entertainment i 2010 deaktiverede WWE Women's Championship. I 2008 fik titlen navnet TNA Women's Knockout Championship. 
Det var den eneste titel for kvinder i TNA, indtil man introducerede TNA Knockout Tag Team Championship i september 2009 ved TNA's No Surrender. Den første verdensmester for kvinder i TNA blev Gail Kim. I World Wrestling Entertainment har man fortsat også en VM-titel for kvinder i form af WWE Unified Divas Championship. 
| Sport | Spire Denne artikel om sport er en spire som bør udbygges. Du er velkommen til at hjælpe Wikipedia ved at udvide den. |